# Vykort från Mars
Vykort från Mars är ett album från 1996 av musikern Magnus Johansson. Magnus Johansson har skrivit text och musik till samtliga låtar. Albumet är utgivet av EMI och producenter är Magnus Persson och Kjell Andersson.

## Låtlista
| Nr           | Titel                     | Längd   |
| ------------ | ------------------------- | ------- |
| 1.           | Underligt hjärta          | 4:54    |
| 2.           | Johannes                  | 4:44    |
| 3.           | Vill va' vild             | 5:14    |
| 4.           | Nu stänger dom            | 3:38    |
| 5.           | En vän till mig           | 6:08    |
| 6.           | Ta av dig klänningen      | 4:34    |
| 7.           | Inatt                     | 4:57    |
| 8.           | Han gav sig av            | 4:21    |
| 9.           | MarieLouise, gå           | 5:09    |
| 10.          | Vill du bli kysst?        | 5:51    |
| 11.          | Det mörka i Susannas ögon | 5:10    |
| 12.          | Idiot                     | 6:34    |
| Total längd: | Total längd:              | 1:01:14 |

## Listplaceringar
| Lista (1996) | Topplacering |
| ------------ | ------------ |
| Sverige      | 24           |

## Medverkande
- Magnus Johansson - gitarr, munspel, sång
- Fredrik Blank - gitarr
- Mattias Torell - gitarr
- Sven Lindvall - bas, synt
- Magnus Persson - trummor, slagverk, klaviatur

### Fotnoter
1. ↑  ”Vykort från Mars”. Svensk mediedatabas. 28 februari 1996. http://smdb.kb.se/catalog/id/001510587. Läst 21 december 2014.
2. ↑  ”Vykort från Mars”. Swedishcharts. 28 februari 1996. http://www.swedishcharts.com/showitem.asp?interpret=Magnus+Johansson&titel=Vykort+fr%E5n+mars&cat=a. Läst 21 december 2014.